# Andréas Pitsillídis
Andréas Pitsillídis (en grec : Ανδρέας Πιτσιλλίδης), né le 9 juin 1977 à Nicosie, est un homme politique chypriote, membre du Rassemblement démocrate.

## Biographie
Il devient député européen le 4 mars 2013 à la suite de la nomination de Ioánnis Kasoulídis comme ministre des Affaires étrangères de Chypre.
Au Parlement européen, il siège au sein du groupe du Parti populaire européen. Au cours de la 7e législature, il est membre de la commission du développement.